# Dave Steen (Kugelstoßer)
Dave Steen (eigentlich David Lorne Steen; * 2. Januar 1942) ist ein ehemaliger kanadischer Kugelstoßer und Diskuswerfer.

## Leben
Dave Steen wurde durch seinen älteren Bruder, den Zehnkämpfer Don Steen, an die Leichtathletik herangeführt. Mit 11 Jahren begann er mit dem Kugelstoßen, während er die Douglas Road Elementary School in Burnaby besuchte. Nach Abschluss der Burnaby South Secondary School studierte er an der University of Oregon. In dieser Zeit nahm er unter Anleitung von Trainer Bill Bowerman als Leichtathlet an den NCAA Championships 1962 und 1963 teil, bei denen er jeweils den fünften bzw. zweiten Platz belegte.
1962 gewann er bei den British Empire and Commonwealth Games in Perth Bronze im Kugelstoßen.
Vier Jahre später siegte er bei den British Empire and Commonwealth Games in Kingston im Kugelstoßen und wurde Vierter im Diskuswurf. 1967 holte er bei den Panamerikanischen Spielen in Winnipeg Bronze im Kugelstoßen.
Bei den British Commonwealth Games 1970 in Edinburgh verteidigte er seinen Titel im Kugelstoßen und wurde Zehnter im Diskuswurf.
Sechsmal wurde er Kanadischer Meister im Kugelstoßen (1962, 1965–1969), zweimal im Diskuswurf (1965, 1967) und einmal im Hammerwurf (1960).
Im Anschluss an die Commonwealth Games 1970 beendete Steen seine Laufbahn als Leistungssportler. Danach war er als Trainer, Autor von Fitness-Büchern und Sportjournalist (Toronto Star, Toronto Mirror) tätig.
1963 heiratete Dave Steen in Chicago eine Journalistin. Sein Neffe Dave Steen war als Zehnkämpfer erfolgreich.

## Persönliche Bestleistungen
- Kugelstoßen: 19,21 m, 25. Juli 1970, Edinburgh
- Diskuswurf: 54,92 m, 27. September 1969, Tokio

## Publikationen (Auswahl)
- Canadian Pilot’s Fitness Manual. Delacorte Press, New York 1979, ISBN 0-440-03670-4.
- Aerobic Fun for Kids. Fitzhenry & Whiteside, Markham 1982, ISBN 0-88902-581-9.
- Exercise is Fun. Foulsham, Slough 1992, ISBN 0-572-01650-6.